# LaBelle (Flórida)
LaBelle (por vezes escrito Labelle) é uma cidade localizada no estado norte-americano da Flórida, no condado de Hendry, do qual é sede. Foi incorporada em 1925.

## Geografia
De acordo com o United States Census Bureau, a cidade tem uma área de 40,4 km², onde 40,2 km² estão cobertos por terra e 0,2 km² por água.

### Localidades na vizinhança
O diagrama seguinte representa as localidades num raio de 32 km ao redor de LaBelle.

## Demografia
Segundo o censo nacional de 2010, a sua população é de 4 640 habitantes e sua densidade populacional é de 115,5 hab/km². É a localidade menos populosa do condado de Hendry. Possui 1 981 residências, que resulta em uma densidade de 49,3 residências/km².